# Carl Otto Lampland
Carl Otto Lampland (Hayfield, 29 dicembre 1873 – Flagstaff, 14 dicembre 1951) è stato un astronomo statunitense.
Dopo aver ottenuto il baccellierato in scienze nel 1899 all'Università di Valparaiso, frequentò l'università dell'Indiana raggiungendo la laurea in astronomia nel 1902 e il master nel 1906. Gli fu inoltre conferita una laurea ad honorem nel 1930.
Tra i suoi studi si ricordano in particolare quelli relativi alla temperatura superficiale dei pianeti. La forte escursione termica tra giorno e notte marziana lo portò a dedurre la presenza di una tenua atmosfera attorno a Marte.
Il Minor Planet Center gli accredita la scoperta dell'asteroide 1604 Tombaugh effettuata il 24 marzo 1931.
Gli sono stati dedicati l'asteroide 1767 Lampland e i crateri Lampand sulla Luna e su Marte.